# Deuteronomos quercaria
Deuteronomos quercaria är en fjärilsart som beskrevs av Jacob Hübner 1809/13. Deuteronomos quercaria ingår i släktet Deuteronomos och familjen mätare. Inga underarter finns listade i Catalogue of Life.